# استفسار
الاستفسار لغة طلب الفسر، وعند أهل المناظرة طلب بيان معنى اللفظ، وإنما يسمع إذا كان في اللفظ إجمال أو غرابة وإلا فهو تعنت مفوت لفائدة المناظرة إذ يأتي في كل ما يفسر به اللفظ ويتسلسل.